# Anka János
Anka János (Mezőtóhát, 1883. május 5. – Budapest, 1951. augusztus 3.) író, újságíró, tisztviselő.

## Élete
Anka János és Simándy Mária fia. A középiskolát Székelyudvarhelyen végezte, majd jogot hallgatott Kolozsváron. 1907-től az Alkotmány című lap munkatársa, 1918 és 1922 között  az Élet című lap szerkesztője volt. 1920-ban főszerkesztője lett a Nem, Nem, Soha folyóiratnak, 1922-től pedig A nép című lap felelős szerkesztőjeként dolgozott. Első felesége Dobay Mária volt, aki 1922. szeptember 17-én tüdővészben elhunyt. 1923. május 12-én Budapesten feleségül vette Kertész Irma Ágnes Teréziát, Kertész Ábrahám és Molenda Irma lányát. Írásaira az erőteljes vallásos szellem jellemző. 1909 és 1940 közt több regénye, verses- és elbeszéléskötete jelent meg, ezek közül a legjelentősebbek: A rózori legenda (elbeszélések, 1909); A nyárádi torony (regény, 1939), stb. Több novellája szlovák nyelven is megjelent. Az 1920-as évek közepén a munkásmozgalommal is foglalkozott, A munkáskérdés címmel tanulmányt publikált. 1941-ben jelent meg az Északi fény című, a nemzetiszocializmust méltató, antiszemita regénye.  1945 után számos művét betiltották. Halálát tüdővizenyő, szívasztma okozta.